# Iljuschin Il-6
Die Iljuschin Il-6 (russisch Ильюшин Ил-6) war ein zweimotoriger sowjetischer Bomber des Zweiten Weltkriegs. Sie wurde als Weiterentwicklung der in großen Stückzahlen gebauten Iljuschin Il-4 projektiert, ging jedoch nicht in die Serienproduktion. Es wurden vier Stück gebaut.

## Geschichte
Die Entwicklung begann 1942 als Nachfolgemodell für die bewährte Il-4. Die Il-6 ähnelte zwar optisch ihrem Vorgängermodell, war jedoch insgesamt etwas größer und besaß beidseitig des Rumpfes zwei zusätzliche Waffenstände. Als Antrieb dienten zwei Dieselmotoren ATsch-30B von Tscharomski, später dann zwei stärkere ATsch-30BF. Der Erstflug mit Wladimir Kokkinaki am Steuer erfolgte am 7. August 1943, die Erprobung wurde jedoch kurz darauf wieder abgebrochen, da das Flugverhalten der Maschine äußerst instabil war und die Steuerung ebenfalls Probleme machte. Die Mängel konnten nach einigen Untersuchungen abgestellt werden und ab Herbst 1944 wurden die Tests wieder aufgenommen.
Letztendlich wurde jedoch entschieden, die Il-6 nicht in die Serienproduktion zu überführen, da sie durch ihre langen Start- und Landestrecken nur bedingt von Feldflugplätzen aus einsetzbar war und die Dieselmotoren nach wie vor nicht fehlerfrei arbeiteten.

## Technische Daten

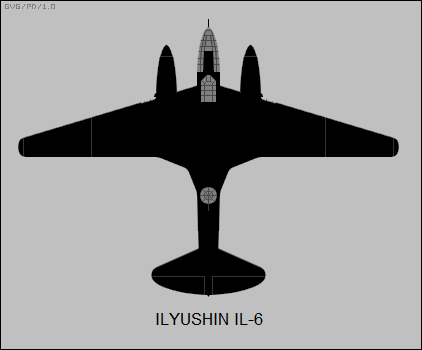
Draufsicht

| Kenngröße               | Daten                                                                                         |
| ----------------------- | --------------------------------------------------------------------------------------------- |
| Besatzung               | 6                                                                                             |
| Spannweite              | 26,07 m                                                                                       |
| Länge                   | 17,38 m                                                                                       |
| Flügelfläche            | 84,80 m²                                                                                      |
| Flügelstreckung         | 8,0                                                                                           |
| Leermasse               | 11.930 kg                                                                                     |
| Startmasse              | normal 16.100 kg maximal 19.600 kg                                                            |
| Triebwerk               | zwei wassergekühlte 12-Zylinder-V-Motoren ATsch-30BF mit je 1.900 PS (1.397 kW) Startleistung |
| Höchstgeschwindigkeit   | 400 km/h in Bodennähe 464 km/h in 6.200 m Höhe                                                |
| Steigzeit               | 28,7 min auf 5.000 m                                                                          |
| Landegeschwindigkeit    | 139 km/h                                                                                      |
| Start-/Landerollstrecke | 730 m/650 m                                                                                   |
| Reichweite              | 2.480 km mit maximaler Bombenlast 5.450 km mit normaler Bombenlast                            |
| Gipfelhöhe              | 7.000 m                                                                                       |
| Bewaffnung              | fünf bewegliche 20-mm-Kanonen SchWAK                                                          |
| Bombenlast              | maximal 4.500 kg                                                                              |

## Das Schlachtflugzeug Il-6
Einer der Prototypen beziehungsweise ein kleines Fertigungslos des Schlachtflugzeugs Iljuschin Il-10 trug ebenfalls das Kürzel Il-6.